# Ки-Ларго (Флорида)
Ки-Ларго (англ. Key Largo) — статистически обособленная местность, расположенная в округе Монро (штат Флорида, США) с населением в 12 971 человек по статистическим данным переписи 2000 года.

## География
По данным Бюро переписи населения США статистически обособленная местность Ки-Ларго имеет общую площадь в 39,63 квадратных километров, из которых 31,6 кв. километров занимает земля и 8,03 кв. километров — вода. Площадь водных ресурсов округа составляет 20,26 % от всей его площади.
Статистически обособленная местность Ки-Ларго расположена на высоте 2 м над уровнем моря.

## Демография
| Год переписи        | Нас.  |  | %±     |
| ------------------- | ----- |  | ------ |
| 1970                | 2866  |  | —      |
| 1980                | 7447  |  | 159,8% |
| 1990                | 11336 |  | 52,2%  |
| 2000                | 12971 |  | 14,4%  |
| 1970–2000 Источник: |       |  |        |

По данным переписи населения 2000 года в Ки-Ларго проживало 12 971 человек, 3288 семей, насчитывалось 5245 домашних хозяйств и 8043 жилых дома. Средняя плотность населения составляла около 327,3 человек на один квадратный километр. Расовый состав населённого пункта распределился следующим образом: 94,38 % белых, 2,04 % — чёрных или афроамериканцев, 0,29 % — коренных американцев, 0,47 % — азиатов, 1,86 % — представителей смешанных рас, 0,95 % — других народностей. Испаноговорящие составили 16,65 % от всех жителей статистически обособленной местности.
Из 5245 домашних хозяйств в 23,7 % воспитывали детей в возрасте до 18 лет, 50,5 % представляли собой совместно проживающие супружеские пары, в 7,4 % семей женщины проживали без мужей, 37,3 % не имели семей. 27,6 % от общего числа семей на момент переписи жили самостоятельно, при этом 8,8 % составили одинокие пожилые люди в возрасте 65 лет и старше. Средний размер домашнего хозяйства составил 2,26 человек, а средний размер семьи — 2,75 человек.
Население статистически обособленной местности по возрастному диапазону по данным переписи 2000 года распределилось следующим образом: 19,7 % — жители младше 18 лет, 5,6 % — между 18 и 24 годами, 28,7 % — от 25 до 44 лет, 30,3 % — от 45 до 64 лет и 15,8 % — в возрасте 65 лет и старше. Средний возраст жителей составил 43 года. На каждые 100 женщин в Ки-Ларго приходилось 107,8 мужчин, при этом на каждые сто женщин 18 лет и старше приходилось 107,6 мужчин также старше 18 лет.
Средний доход на одно домашнее хозяйство статистически обособленной местности составил 42 577 долларов США, а средний доход на одну семью — 50 755 долларов. При этом мужчины имели средний доход в 33 588 долларов США в год против 25 468 долларов среднегодового дохода у женщин. Доход на душу населения статистически обособленной местности составил 42 577 долларов в год. 5,9 % от всего числа семей в населённом пункте и 8,3 % от всей численности населения находилось на момент переписи населения за чертой бедности, при этом 8,7 % из них были моложе 18 лет и 7,8 % — в возрасте 65 лет и старше.